# 韓鎮周
韓鎮周（?—?），河南省歸德府柘城縣人，清朝政治人物、同進士出身。
光緒三年（1877年），参加丁丑科殿試，登進士三甲第178名。同年五月，經吏部掣簽，授即用知縣。